# Ahmed Faizy
Ahmed Faizy, né en 1979, est un joueur de squash représentant l'Égypte. Il atteint en novembre 1999 la 41e place mondiale sur le circuit international, son meilleur classement. Il est champion du monde junior en 1996. 

## Biographie
Né la même année qu'Amr Shabana, futur quadruple champion du monde, il était le meilleur des deux à cette époque, remportant le British Junior Open à deux reprises dans chaque catégorie d'âge.
Après un bref passage de deux ans sur le circuit professionnel, il s'éloigne du squash de compétition.

## Palmarès

### Titres
- Championnats du monde junior : 1996
- British Junior Open : 2 titres (1996, 1997)